# Кіберспортивні змагання серії Major з CS:GO
Кіберспортивні змагання серії Major з CS:GO, також звані мейджорами або мажорами — серія кіберспортивних турнірів з дисципліни Counter-Strike: Global Offensive, спонсорованих творцем гри — компанією Valve. Мейджор-турніри вважаються найпрестижнішими турнірами з дисципліни CS:GO. Перший турнір серії - DreamHack Winter 2013, пройшов в Йончепінгу, Швеція, і був організований компанією DreamHack. Призовий фонд становив 250 000 $ і брало участь 16 команд. Згодом формат турніру розширився, так, починаючи з MLG Major Championship: Columbus 2016 призовий фонд було збільшено до 1 000 000 $, а на ELEAGUE Major: Boston 2018 було змінено формат турніру, і брало участь вже 24 команди.

## Історія

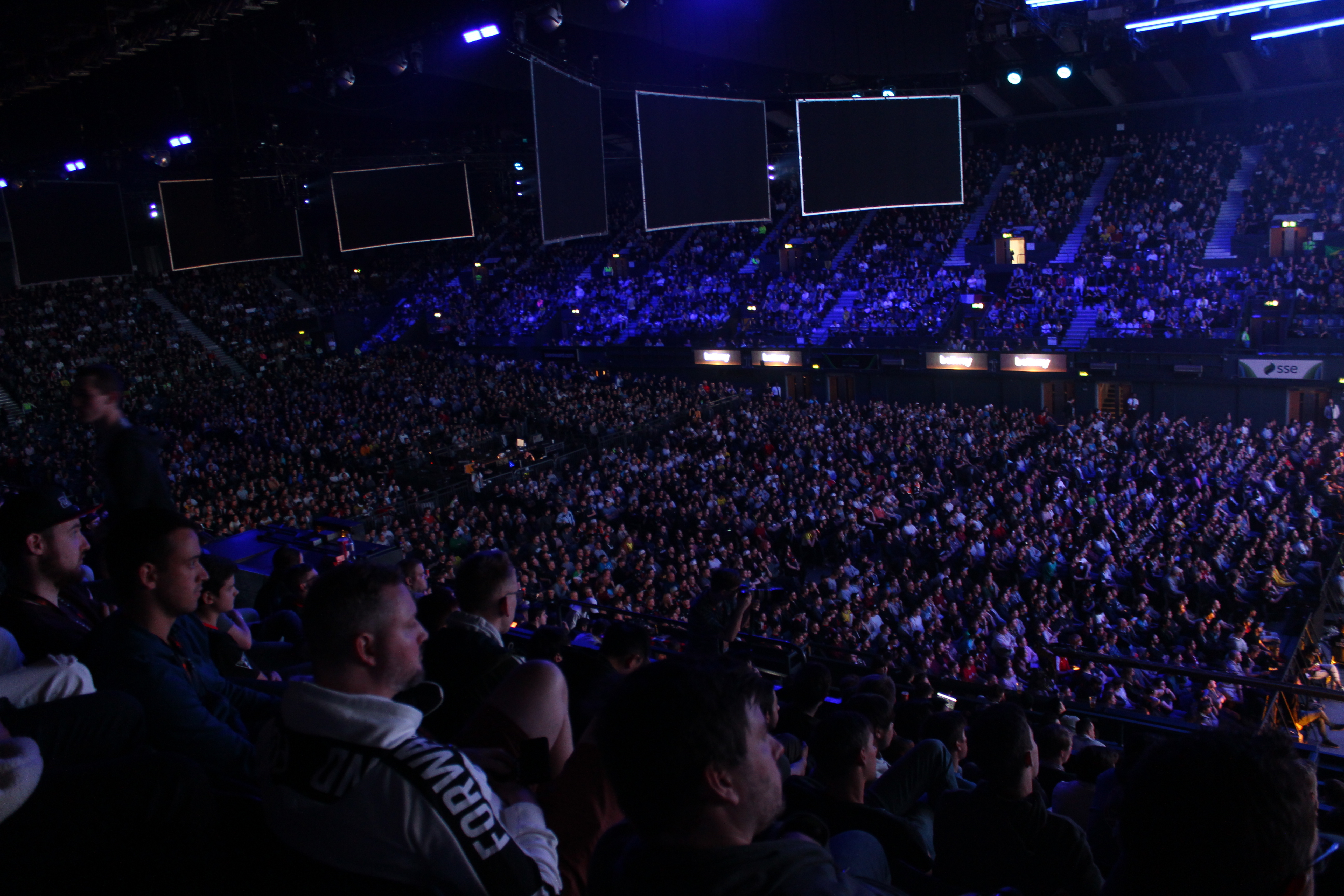
Зал глядачів на FACEIT Major 2018

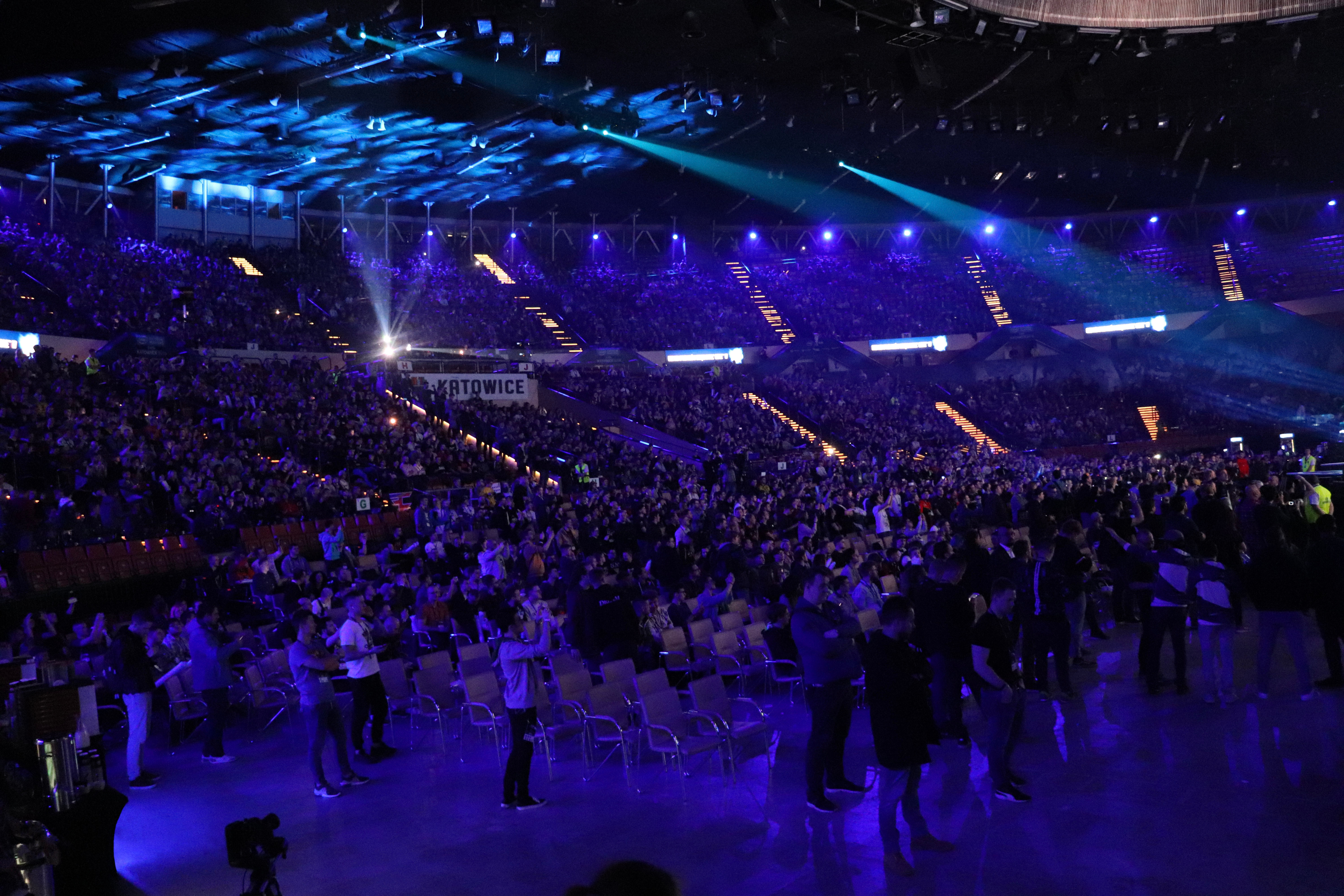
Зал глядачів на IEM Katowice 2019

До того як Valve почала спонсорувати турніри в Counter-Strike: Global Offensive, існували інші турніри, які називають мейджорами. Найбільш значущими турнірами були: Cyberathlete Professional League, World Cyber Games, Electronic Sports World Cup, Intel Extreme Masters. Усі вони проводилися у старій версії Counter-Strike.
16 вересня 2013 року Valve оголосила турнір DreamHack Winter 2013 з призовим фондом у розмірі $250 000. Гроші були взяті з продажу нових ігрових предметів, запроваджених з оновленням The Arms Deal Update.
23 лютого 2016 року, напередодні MLG Columbus 2016, Valve оголосила про збільшення призового фонду мейджорів до $1 млн. Проте, кількість мейджорів, що проводяться в році, зменшилася з трьох до двох.
13 грудня 2017 року, генеральний директор ELEAGUE, а також провідний ELEAGUE Major: Boston 2018, Крістіна Алехандре анонсувала змінений формат мейджорів, розроблений Valve та ELEAGUE, який дозволить збільшити кількість команд з шістнадцяти до двадцяти чотирьох. Серед іншого було змінено назви етапів турніру. LAN-кваліфікація стала називатися "нові претенденти", груповий етап перейменували на "нові легенди", а плей-офф етап - "нові чемпіони".
17 січня 2020 року Valve повідомила про свої плани замінити поточний формат запрошень на Major на рангову систему, в яку будуть включені два додаткові турніри перед осіннім мейджором. Система ґрунтується на кількості очок, зароблених на весняному мейджорі — ESL One Rio: 2020, що проходить у травні, та на двох інших турнірах, що передують другому мейджору року (2 — 15 листопада). Ці три турніри визначать рейтинг, згідно з яким вісім найкращих команд будуть запрошені на осінній мейджор як «Легенди», наступні вісім — як «претенденти, що повернулися», а решта вісім команд будуть визначені на вже наявній системі мінорів у чотирьох основних регіонах.
14 січня 2021 року PGL анонсували Major зі збільшеним призовим фондом до $2 млн. Також, вперше в історії, трансляція турніру вестиметься в якості 4K і 60 кадрів на секунду.
Скасований ESL One Rio 2020 Major замінили на IEM Rio Major 2022, який відбувся в Ріо-де-Жанейро з 31 жовтня по 13 листопада 2022 року. Перемогу здобула команда Outsiders (нейтральна назва Virtus.pro через зв'язки з російським урядом), обігравши Heroic у фіналі 2-0.
BLAST Paris Major 2023, останній турнір CS:GO Major, пройшов у Парижі з 8 по 21 травня 2023 року з призовим фондом $1,25 млн. Французька команда Team Vitality перемогла GamerLegion із рахунком 2-0.
Першим Major у 2024 році в Counter-Strike 2 став PGL CS2 Major Copenhagen 2024, проведений з 17 по 31 березня. 12 листопада 2023 року компанія Perfect World оголосила другий CS2 Major, який відбудеться в Шанхаї з 1 по 15 грудня 2024 року.
В період з 10 по 18 травня 2025 року в Астані (Казахстан) проходив топовий LAN-турнір рівня S-Tier з дисципліни CS2 PGL Astana 2025. Участь в турнірі взяли 16 колективів, які вели боротьбу за призовий фонд у розмірі $625 000.

## Формат
У турнірі беруть участь 24 команди (з ELEAGUE Major: Boston 2018), 8 команд зі статусом легенд, 8 команд зі статусом претендентів та 8 команд зі статусом суперників. Турнір проводиться за швейцарською системою із застосуванням коефіцієнта Бухгольца.

### RMR-турніри
Перед мейджором відбувається стадія RMR-турнірів. Це 2 турніри, що діляться по регіонах: Європа, СНД, Азія, Океанія, Північна Америка та Південна Америка. За участь у турнірах командам зараховуються RMR-очки. Команди, які набрали найбільше очок, проходять на мейджор як «легенди», «претенденти» та «суперники».

### Стадії турніру
існує 3 стадії турніру: етап нових претендентів, нових легенд та нових чемпіонів.

#### Етап нових претендентів
У стадію нових претендентів (раніше офлайн кваліфікація) проходять команди, які набрали найменшу серед команд, що пройшли, очок на RMR-турнірах. Матчі грають у форматі best of 1 , якщо ж матч вирішальний і визначає, чи програє турнір команда або проходить у наступну стадію, то матчі проходять у форматі best of 3. У стадію "Нових легенд" проходять команди, що мають за собою три перемоги, якщо команда має три поразки, вона залишає турнір. У цьому етапі беруть участь шістнадцять команд (вісім «претендентів» та вісім «суперників»). У стадію «Нові легенди» проходять вісім найкращих команд.

#### Етап нових легенд
До етапу нових легенд (раніше — групова стадія) входять 8 команд-легенд, які набрали найбільше очок RMR-рейтингу та 8 команд зі стадії нових претендентів. Система проведення етапу аналогічна до етапу нових претендентів.

#### Етап нових чемпіонів
У етапі нових чемпіонів (раніше — плей-офф) беруть участь 8 команд, які борються за звання чемпіонів. Команди поділяються на чотири групи по дві команди. Матчі грають за олімпійською системою. Усі матчі грають у форматі best of 3. Наприкінці цього етапу визначається переможець мейджору.

### Карти
| Назва турніра              | Карти | Карти  | Карти   | Карти  | Карти | Карти | Карти    | Карти       | Карти   | Карти   |
| Назва турніра              | Train | Mirage | Inferno | Dust 2 | Nuke  | Cache | Overpass | Cobblestone | Vertigo | Ancient |
| -------------------------- | ----- | ------ | ------- | ------ | ----- | ----- | -------- | ----------- | ------- | ------- |
| DreamHack Winter 2013      | +     | +      | +       | +      | +     | —     | —        | —           | —       | —       |
| EMS One Katowice 2014      | +     | +      | +       | +      | +     | —     | —        | —           | —       | —       |
| ESL Cologne 2014           | —     | +      | +       | +      | +     | +     | +        | +           | —       | —       |
| DreamHack Winter 2014      | —     | +      | +       | +      | +     | +     | +        | +           | —       | —       |
| ESL Katowice 2015          | —     | +      | +       | +      | +     | +     | +        | +           | —       | —       |
| ESL Cologne 2015           | +     | +      | +       | +      | —     | +     | +        | +           | —       | —       |
| DreamHack Cluj-Napoca 2015 | +     | +      | +       | +      | —     | +     | +        | +           | —       | —       |
| MLG Columbus 2016          | +     | +      | +       | +      | —     | +     | +        | +           | —       | —       |
| ESL Cologne 2016           | +     | +      | —       | +      | +     | +     | +        | +           | —       | —       |
| ELEAGUE Atlanta 2017       | +     | +      | —       | +      | +     | +     | +        | +           | —       | —       |
| PGL Kraków 2017            | +     | +      | +       | —      | +     | +     | +        | +           | —       | —       |
| ELEAGUE Boston 2018        | +     | +      | +       | —      | +     | +     | +        | +           | —       | —       |
| FACEIT London 2018         | +     | +      | +       | +      | +     | +     | +        | —           | —       | —       |
| IEM Katowice 2019          | +     | +      | +       | +      | +     | +     | +        | —           | —       | —       |
| StarLadder Berlin 2019     | +     | +      | +       | +      | +     | —     | +        | —           | +       | —       |
| PGL Stockholm 2021         | —     | +      | +       | +      | +     | —     | +        | —           | +       | +       |

## Список турнірів
| №     | Назва турніра                             | Організатор | Місцезнаходження | Дата                          | Переможець        | Друге місце   | 3-4 місце                   |
| CS:GO | CS:GO                                     | CS:GO       | CS:GO            | CS:GO                         | CS:GO             | CS:GO         | CS:GO                       |
| ----- | ----------------------------------------- | ----------- | ---------------- | ----------------------------- | ----------------- | ------------- | --------------------------- |
| 1     | DreamHack Winter 2013                     | DreamHack   | Єнчепінг         | 28 - 30 листопада 2013        | Fnatic            | NiP           | VeryGames CompLexity Gaming |
| 2     | ESL Major Series One Katowice 2014        | ESL         | Катовиці         | 13 - 16 березня 2014          | Virtus.pro        | NiP           | Dignitas LGB Esports        |
| 3     | ESL One: Cologne 2014                     | ESL         | Кельн            | 14 - 17 серпня 2014           | NiP               | Fnatic        | Dignitas LDLC               |
| 4     | DreamHack Winter 2014                     | DreamHack   | Йончепінг        | 27 - 29 листопада 2014        | Team LDLC         | NiP           | Virtus.pro Natus Vincere    |
| 5     | ESL One: Katowice 2015                    | ESL         | Катовиці         | 12 - 15 березня 2015          | Fnatic            | NiP           | Virtus.pro Team EnVyUs      |
| 6     | ESL One: Cologne 2015                     | ESL         | Кельн            | 20 - 23 серпня 2015           | Fnatic            | Team EnVyUs   | Virtus.pro Team SoloMid     |
| 7     | DreamHack Open Cluj-Napoca 2015           | DreamHack   | Клуж-Напока      | 28 жовтня - 1 листопада 2015  | Team EnVyUs       | Natus Vincere | NiP G2 Esports              |
| 8     | MLG Major Championship: Columbus 2016     | MLG         | Колумбус         | 29 березня - 3 квітня 2016    | Luminosity Gaming | Natus Vincere | Astralis Team Liquid        |
| 9     | ESL One: Cologne 2016                     | ESL         | Кельн            | 5 - 10 липня 2016             | SK Gaming         | Team Liquid   | Fnatic Virtus.pro           |
| 10    | ELEAGUE Major: Atlanta 2017               | ELEAGUE     | Атланта          | 22 - 29 січня 2017            | Astralis          | Virtus.pro    | Fnatic SK Gaming            |
| 11    | PGL Major Kraków 2017                     | PGL         | Краків           | 16 - 23 липня 2017            | Gambit Esports    | Immortals     | Astralis Virtus.pro         |
| 12    | ELEAGUE Major: Boston 2018                | ELEAGUE     | Бостон           | 12 - 28 січня 2018            | Cloud9            | FaZe Clan     | Natus Vincere SK Gaming     |
| 13    | FACEIT Major: London 2018                 | Faceit      | Лондон           | 5 - 23 вересня 2018           | Astralis          | Natus Vincere | MIBR Team Liquid            |
| 14    | Intel Extreme Masters Season XIII – Major | ESL         | Катовиці         | 13 лютого - 3 березня 2019    | Astralis          | ENCE          | Natus Vincere MIBR          |
| 15    | StarLadder Berlin Major 2019              | StarLadder  | Берлін           | 23 серпня - 8 вересня 2019    | Astralis          | AVANGAR       | Renegades NRG               |
| 16    | ESL One: Rio 2020                         | ESL         | Ріо-де-Жанейро   | 19 - 22 листопада 2020        | Скасовано         | Скасовано     | Скасовано                   |
| 16    | PGL Major Stockholm 2021                  | PGL         | Стокгольм        | 23 жовтня - 7 листопада 2021  | Natus Vincere     | G2 Esports    | Gambit Esports Heroic       |
| 17    | PGL Major Antwerp 2022                    | PGL         | Антверп          | 9 - 22 травня 2022            | FaZe Clan         | Natus Vincere | Team Spirit ENCE            |
| 18    | IEM Rio Major 2022                        | ESL         | Ріо-де-Жанейро   | 31 жовтня - 13 листопада 2022 | Outsiders         | Heroic        | Mouz Furia Esports          |
| 19    | BLAST.tv Paris Major 2023                 | BLAST       | Париж            | 8 - 21 травня 2023            | Team Vitality     | GamerLegion   | Heroic Apeks                |
| CS2   |                                           |             |                  |                               |                   |               |                             |
| 1     | PGL CS2 Major Copenhagen 2024             | PGL         | Копенгаген       | 17 - 31 березня 2024          | Natus Vincere     | Faze Clan     | G2 Esports Team Vitality    |
| 2     | Perfect World Shanghai Major 2024         | PW          | Шанхай           | 5 - 15 грудня 2024            | Team Spirit       | FaZe Clan     | G2 Esports Mouz             |
| 3     | BLAST.tv Austin Major 2025                | BLAST       | Остін            | 9 - 22 червня 2025            | Team Vitality     | The MongolZ   | MOUZ paiN                   |

## Особливі предмети

### Наклейки
Наклейки - це віртуальні предмети, які можна отримати після відкриття відповідної капсули або просто купивши їх на торговому майданчику Steam. існує чотири типи наклейок: звичайні, голографічні, металеві та золоті. З кожним мейджором виходить новий комплект наклейок. Він включає наклейки з автографами всіх гравців, що беруть участь, наклейки з логотипами всіх команд, що беруть участь, і наклейку з логотипом турніру. Кожен гравець, який бере участь у мейджорі, отримає свій автограф, який буде доданий у гру як наклейка, яку фанати надягають на свої ігрові скіни зброї, щоб показати підтримку. Половину виторгу від продажу наклейок одержують зазначені гравці та організації. Наклейки та капсули певного мейджору випускаються лише під час проведення цього мейджору, тому згодом ціни на наклейки зростають. Так наклейка iBUYPOWER Катовіце 2014 у 2018 році коштувала близько 400 USD, а у 2021 році її ціна перевищила 4500 USD . Іншим прикладом є наклейка Titan Катовіце 2014 сума продажу якої склала 54 000 USD.

### Перепустка глядача
Перепустка глядача, це віртуальна одноразова перепустка, при використанні якої, гравець отримує пам'ятну монету, яка зображатиметься у профілі та буде в інвентарі. Вона може бути бронзовою, срібною, золотою та діамантовою. Спочатку вона дається бронзовою, для її покращення потрібно виконати завдання, що даються разом із перепусткою. За кожне покращення монети гравець отримує сувенірну монету. За допомогою неї можна одержати сувенірні набори. Також гравець отримає доступ до Pick'em.
Серед іншого, гравець отримає особливу мітку у чаті Steam.tv та нескінченні графіті з логотипом будь-якої команди, яка бере участь у турнірі на вибір.

#### Pick'em
Pick'em — ігрове завдання, в якому гравець робить свої прогнози на хід проведення мейджора. Під час етапів «Нових претендентів» та «Нових легенд» можна спрогнозувати 1 команду, яка пройде в наступну стадію з рахунком 3-0, 1 команду, яка вилетить із рахунком 0-3 та інші будь-які 7 команд, які пройдуть у наступний етап. Під час стадії «Нових чемпіонів» можна вибрати команди, які пройдуть у півфінал, фінал та команду, яка виграє турнір.

### Сувенірні набори
Сувенірні кейси — ексклюзивні кейси, що випадають випадковим людям, які дивляться у прямому ефірі ігри мейджора. Їх можна отримати, дивлячись ігри на Twitch, CS: GO GOTV (внутрішньоігровий програвач матчів) або Steam. TV. Вперше сувенірні кейси з'явилися на DreamHack Winter 2013. На скінах, що випадають із цих кейсів, буде наклейка мейджора, на якому проходив цей матч, наклейки команд, які брали участь у цьому матчі, наклейка з автографом найціннішого гравця. Починаючи з FACEIT London 2018, сувенірні набори дістаються тільки глядачам, які купили «Перепустку глядача».

## Статистика

### Гравці
Українські гравці які перемагали на Major
| Рік       | Гравець                     | Команда       | Мейджор                                          |
| --------- | --------------------------- | ------------- | ------------------------------------------------ |
| 2017      | Данило «Zeus»Тесленко       | Gambit Espots | PGL Kraków 2017                                  |
| 2021      | Олександр «S1mple »Костилєв | Natus Vincere | PGL Stockholm 2021                               |
| 2021/2024 | Валерій «b1t» Ваховський    | Natus Vincere | PGL Stockholm 2021 PGL CS2 Major Copenhagen 2024 |
| 2024      | Ігор «w0nderful» Жданов     | Natus Vincere | PGL CS2 Major Copenhagen 2024                    |

#### Найцінніші гравці
| CS:GO   | CS:GO                         | CS:GO                             | CS:GO                      | CS:GO          | CS:GO             | CS:GO            | CS:GO               | CS:GO             | CS:GO            | CS:GO                | CS:GO           | CS:GO               | CS:GO              | CS:GO             | CS:GO                  | CS:GO              | CS:GO                  | CS:GO              | CS:GO                     |
| Мейджор | DH Winter 2013                | EMS Katowice 2014                 | ESL Cologne 2014           | DH Winter 2014 | ESL Katowice 2015 | ESL Cologne 2015 | DH Cluj-Napoca 2015 | MLG Columbus 2016 | ESL Cologne 2016 | ELEAGUE Atlanta 2017 | PGL Kraków 2017 | ELEAGUE Boston 2018 | FACEIT London 2018 | IEM Katowice 2019 | StarLadder Berlin 2019 | PGL Stockholm 2021 | PGL Major Antwerp 2022 | IEM Rio Major 2022 | BLAST.tv Paris Major 2023 |
| ------- | ----------------------------- | --------------------------------- | -------------------------- | -------------- | ----------------- | ---------------- | ------------------- | ----------------- | ---------------- | -------------------- | --------------- | ------------------- | ------------------ | ----------------- | ---------------------- | ------------------ | ---------------------- | ------------------ | ------------------------- |
| Гравець | JW                            | pashaBiceps                       | friberg                    | Happy          | olofmeister       | flusha           | kennyS              | coldzera          | coldzera         | Kjaerbye             | AdreN           | border tarik        | device             | Magisk            | device                 | s1mple             | rain                   | Jame               | ZywOo                     |
| Команда | Fnatic                        | Virtus.pro                        | NiP                        | Team LDLC      | Fnatic            | Fnatic           | Team Envy           | Luminosity Gaming | SK Gaming        | Astralis             | Gambit Esports  | Cloud9              | Astralis           | Astralis          | Astralis               | Natus Vincere      | FaZe Clan              | Outsiders          | Vitality                  |
| прим.   | [ 19 ]                        | [ 20 ]                            | [ 21 ]                     | [ 22 ]         | [ 23 ]            | [ 24 ]           | [ 25 ]              | [ 26 ]            | [ 27 ]           | [ 28 ]               | [ 29 ]          | [ 30 ]              | [ 31 ]             | [ 32 ]            | [ 33 ]                 | [ 34 ]             | [ 35 ]                 | [ 36 ]             | [ 37 ]                    |
| CS2     |                               |                                   |                            |                |                   |                  |                     |                   |                  |                      |                 |                     |                    |                   |                        |                    |                        |                    |                           |
| Мейджор | PGL CS2 Major Copenhagen 2024 | Perfect World Shanghai Major 2024 | BLAST.tv Austin Major 2025 | Не заплановано | Не заплановано    | Не заплановано   | Не заплановано      | Не заплановано    | Не заплановано   | Не заплановано       | Не заплановано  | Не заплановано      | Не заплановано     | Не заплановано    | Не заплановано         | Не заплановано     | Не заплановано         | Не заплановано     | Не заплановано            |
| Гравець | jL                            | donk                              | Заплановано                | Не заплановано | Не заплановано    | Не заплановано   | Не заплановано      | Не заплановано    | Не заплановано   | Не заплановано       | Не заплановано  | Не заплановано      | Не заплановано     | Не заплановано    | Не заплановано         | Не заплановано     | Не заплановано         | Не заплановано     | Не заплановано            |
| Команда | Natus Vincere                 | Team Spirit                       | Заплановано                | Не заплановано | Не заплановано    | Не заплановано   | Не заплановано      | Не заплановано    | Не заплановано   | Не заплановано       | Не заплановано  | Не заплановано      | Не заплановано     | Не заплановано    | Не заплановано         | Не заплановано     | Не заплановано         | Не заплановано     | Не заплановано            |
| прим.   | [ 38 ]                        | [ 39 ]                            | Заплановано                | Не заплановано | Не заплановано    | Не заплановано   | Не заплановано      | Не заплановано    | Не заплановано   | Не заплановано       | Не заплановано  | Не заплановано      | Не заплановано     | Не заплановано    | Не заплановано         | Не заплановано     | Не заплановано         | Не заплановано     | Не заплановано            |

#### Гравці, які брали участь у всіх мейджорах
| Гравець     | DH Winter 2013    | EMS Katowice 2014 | ESL Cologne 2014 | DH Winter 2014 | ESL Katowice 2015 | ESL Cologne 2015 | DH Cluj-Napoca 2015 | MLG Columbus 2016 | ESL Cologne 2016 | ELEAGUE Atlanta 2017 | PGL Kraków 2017 | ELEAGUE Boston 2018 | FACEIT London 2018 | IEM Katowice 2019 | StarLadder Berlin 2019 | PGL Stockholm 2021 |
| ----------- | ----------------- | ----------------- | ---------------- | -------------- | ----------------- | ---------------- | ------------------- | ----------------- | ---------------- | -------------------- | --------------- | ------------------- | ------------------ | ----------------- | ---------------------- | ------------------ |
| device      | Copenhagen Wolves | Dignitas          | Dignitas         | Dignitas       | Team SoloMid      | Team SoloMid     | Team SoloMid        | Astralis          | Astralis         | Astralis             | Astralis        | Astralis            | Astralis           | Astralis          | Astralis               | Ninjas in Pyjamas  |
| dupreeh     | Copenhagen Wolves | Dignitas          | Dignitas         | Dignitas       | Team SoloMid      | Team SoloMid     | Team SoloMid        | Astralis          | Astralis         | Astralis             | Astralis        | Astralis            | Astralis           | Astralis          | Astralis               | Astralis           |
| Xyp9x       | Copenhagen Wolves | Dignitas          | Dignitas         | Dignitas       | Team SoloMid      | Team SoloMid     | Team SoloMid        | Astralis          | Astralis         | Astralis             | Astralis        | Astralis            | Astralis           | Astralis          | Astralis               | Astralis           |
| shox        | Very Games        | Titan             | Epsilon          | Team LDLC      | Team Envy         | Titan            | Titan               | G2                | G2               | G2                   | G2              | G2                  | G2                 | G2                | G2                     | Vitality           |
| olofmeister | LGB               | LGB               | Fnatic           | Fnatic         | Fnatic            | Fnatic           | Fnatic              | Fnatic            | Fnatic           | Fnatic               | Fnatic          | FaZe Clan           | FaZe Clan          | FaZe Clan         | FaZe Clan              | FaZe Clan          |